# 平川忠亮
平川 忠亮（ひらかわ ただあき、1979年5月1日 - ）は、静岡県清水市（現：静岡市清水区）出身の元プロサッカー選手、サッカー指導者。現役時代のポジションはミッドフィールダー、ディフェンダー。
2002年の入団以来、浦和レッズ一筋でプレーしたバンディエラ。

## 来歴

### 選手時代
清水商業高校を経て筑波大学に入学、4年生時の2001年にはユニバーシアード日本代表でチームの主将を務めた。
2002年、浦和レッズに加入。本職は右サイドバックだったが、7月20日に行われたJ1ファーストステージ第10節コンサドーレ札幌戦で当時の監督、ハンス・オフトが本職ではない左アウトサイドとして抜擢し、プロ初先発を果たした。これ以降、この年は左アウトサイドのレギュラーとして定着した。
2003年も引き続き左アウトサイドのレギュラーとして定着、ナビスコカップ初優勝に貢献した。
また、11月8日に行われたJ1セカンドステージ第12節東京ヴェルディ1969戦で公式戦初得点を記録した。
2004年は左アウトサイドを本職とする三都主アレサンドロが清水エスパルスから加入したため、シーズン当初は負傷者が多く手薄だった3バックの右ストッパーなどで起用される時期もあった。その後、田中マルクス闘莉王の復帰、アルパイ・オザランの加入などで3バックの層が再び厚くなると、主に途中出場や三都主が日本代表での不在時の穴埋め等で起用されることが多くなった。また、セカンドステージからは右アウトサイドに永井雄一郎が定着したこともあり、ベンチを暖めることが多くなった。
2005年は前年と同じように三都主の代役という形で起用される形が多い中、前年より出場数は増えていたものの、10月29日に行われたJ1第29節川崎フロンターレ戦で途中出場した際に右大腿部を肉離れしてしまい、その後全ての試合に欠場し、天皇杯優勝をピッチで迎えることが出来なかった。
2006年は序盤戦こそベンチスタートが多かったが、中盤戦以降はそれまで右アウトサイドを務めていた山田暢久が一列前に上がったことにより、空いた右アウトサイドに平川が割り当てられレギュラーに定着、J1初優勝、天皇杯連覇に貢献した。
2007年は山田暢久が再び右アウトサイドに配置され、また平川自身も度重なる故障に苛まれ、序盤戦はほとんど試合に出場することが出来なかった。しかし故障が癒えた夏場以降、調子を落としていた相馬崇人から左アウトサイドのポジションを奪取し、鋭いドリブル突破から得点に繋がるプレーを連発した。この時期の活躍に関しては当時、サッカー日本代表監督だったイビチャ・オシムも名指しで賞賛する程であった。この年はリーグ戦は2位に終わったが、AFCチャンピオンズリーグ2007で初優勝を果たし、12月に行われたFIFAクラブワールドカップ2007では3位入賞を果たした。
2008年はチームは開幕2試合で監督が交代されるなど不安定なシーズンを送り結局、6年ぶりの無冠に終わったが、平川自身は特に大きな怪我もなく、左右のアウトサイドのレギュラーとしてリーグ戦では自身最多となる31試合に出場した。
2009年はフォルカー・フィンケ監督による新体制の下、開幕戦で左サイドバックで先発出場を果たしたが、次節以降出場機会を失ってしまった。さらには度重なる故障に苛まれたこともあり、自身最低となる公式戦14試合出場にとどまった。
2010年、それまでのMF登録からDF登録に変更。この年は開幕から右サイドバックのレギュラーに定着、終盤戦は岡本拓也にポジションを譲ることもあったが、1年間大きな怪我もなくフル稼働した。
2011年からはチームの副将に就任。前年に引き続き右サイドバックのレギュラーとして開幕戦に先発出場したが、東日本大震災での中断期間中に行われたモンテディオ山形とのトレーニングマッチで故障し戦線離脱、復帰後は不調の宇賀神友弥に替わり左サイドバックとして先発出場を続け、監督が堀孝史に交代後は高橋峻希の離脱もあり再度右サイドバックにポジションを移すなど、左右のサイドバックのレギュラーとして活躍した。
2012年、監督がミハイロ・ペトロヴィッチへと変わったものの、シーズンを通して右ウイングバックのレギュラーとして出場した。
2013年と2014年も右ウイングバックのレギュラーを張っていたが、2015年には関根貴大が台頭して出場機会が減少。
2016年には更に駒井善成が加入、自身の怪我も重なったことでリーグ戦出場がゼロとなってしまった。
2018年11月、2018年シーズン終了を以て現役引退することを表明した。

### 指導者時代
2019年1月より、浦和レッズユースのコーチに就任。
2019年3月より、浦和レッズトップチームのコーチに就任。シーズン当初はレッズユースのコーチに就いていた が、トップチームにて大槻毅ヘッドコーチの退任 に伴い欠員が生じた為、3月14日よりオズワルド・オリヴェイラ監督率いるトップチームに合流した。2020年は大槻毅監督のもと、2021年からはリカルド・ロドリゲス監督のもとでコーチに留任。2021年3月には同年新設されたJエリートリーグの第1節コンサドーレ札幌戦で監督として初指揮、また同年度にJFA公認A級コーチジェネラルライセンスを取得した。
2024年11月、2025年シーズンよりFC琉球OKINAWAの監督就任を発表。

## 所属クラブ
- 1992年 - 1994年 静岡市立清水庵原中学校
- 1995年 - 1997年 静岡市立清水商業高等学校
- 1998年 - 2001年 筑波大学
- 2002年 - 2018年 浦和レッズ

## 個人成績
| 国内大会個人成績 | 国内大会個人成績 | 国内大会個人成績 | 国内大会個人成績 | 国内大会個人成績 | 国内大会個人成績 | 国内大会個人成績 | 国内大会個人成績 | 国内大会個人成績 | 国内大会個人成績 | 国内大会個人成績 | 国内大会個人成績 |
| 年度             | クラブ           | 背番号           | リーグ           | リーグ戦         | リーグ戦         | リーグ杯         | リーグ杯         | オープン杯       | オープン杯       | 期間通算         | 期間通算         |
| 年度             | クラブ           | 背番号           | リーグ           | 出場             | 得点             | 出場             | 得点             | 出場             | 得点             | 出場             | 得点             |
| 日本             | 日本             | 日本             | 日本             | リーグ戦         | リーグ戦         | リーグ杯         | リーグ杯         | 天皇杯           | 天皇杯           | 期間通算         | 期間通算         |
| ---------------- | ---------------- | ---------------- | ---------------- | ---------------- | ---------------- | ---------------- | ---------------- | ---------------- | ---------------- | ---------------- | ---------------- |
| 2002             | 浦和             | 28               | J1               | 22               | 0                | 7                | 0                | 0                | 0                | 29               | 0                |
| 2003             | 浦和             | 14               | J1               | 30               | 1                | 9                | 0                | 1                | 0                | 40               | 1                |
| 2004             | 浦和             | 14               | J1               | 22               | 1                | 9                | 0                | 4                | 0                | 35               | 1                |
| 2005             | 浦和             | 14               | J1               | 26               | 2                | 10               | 0                | 0                | 0                | 36               | 2                |
| 2006             | 浦和             | 14               | J1               | 28               | 1                | 8                | 1                | 4                | 0                | 40               | 2                |
| 2007             | 浦和             | 14               | J1               | 19               | 0                | 1                | 0                | 0                | 0                | 20               | 0                |
| 2008             | 浦和             | 14               | J1               | 31               | 1                | 2                | 0                | 2                | 0                | 35               | 1                |
| 2009             | 浦和             | 14               | J1               | 11               | 0                | 2                | 0                | 1                | 0                | 14               | 0                |
| 2010             | 浦和             | 14               | J1               | 26               | 0                | 3                | 0                | 3                | 0                | 32               | 0                |
| 2011             | 浦和             | 14               | J1               | 24               | 1                | 2                | 0                | 3                | 0                | 29               | 1                |
| 2012             | 浦和             | 14               | J1               | 31               | 1                | 1                | 0                | 3                | 0                | 35               | 1                |
| 2013             | 浦和             | 14               | J1               | 27               | 0                | 5                | 0                | 0                | 0                | 32               | 0                |
| 2014             | 浦和             | 14               | J1               | 25               | 1                | 4                | 0                | 0                | 0                | 29               | 1                |
| 2015             | 浦和             | 14               | J1               | 8                | 0                | 2                | 0                | 1                | 0                | 11               | 0                |
| 2016             | 浦和             | 14               | J1               | 0                | 0                | 1                | 0                | 0                | 0                | 1                | 0                |
| 2017             | 浦和             | 14               | J1               | 3                | 0                | 1                | 0                | 1                | 0                | 5                | 0                |
| 2018             | 浦和             | 14               | J1               | 3                | 0                | 0                | 0                | 0                | 0                | 3                | 0                |
| 通算             | 日本             | 日本             | J1               | 336              | 9                | 67               | 1                | 23               | 0                | 426              | 10               |
| 総通算           | 総通算           | 総通算           | 総通算           | 336              | 9                | 67               | 1                | 23               | 0                | 426              | 10               |

その他の公式戦
- 2004年
  - Jリーグチャンピオンシップ 2試合0得点
- 2007年
  - スーパーカップ 1試合0得点
- 2015年
  - スーパーカップ 1試合0得点
  - Jリーグチャンピオンシップ 1試合0得点

| 国際大会個人成績 | 国際大会個人成績 | 国際大会個人成績 | 国際大会個人成績 | 国際大会個人成績 | FIFA      | FIFA      |
| 年度             | クラブ           | 背番号           | 出場             | 得点             | 出場      | 得点      |
| AFC              | AFC              | AFC              | ACL              | ACL              | クラブW杯 | クラブW杯 |
| ---------------- | ---------------- | ---------------- | ---------------- | ---------------- | --------- | --------- |
| 2007             | 浦和             | 14               | 10               | 0                | 1         | 0         |
| 2008             | 浦和             | 14               | 4                | 0                | -         | -         |
| 2013             | 浦和             | 14               | 5                | 0                | -         | -         |
| 2015             | 浦和             | 14               | 4                | 0                | -         | -         |
| 2016             | 浦和             | 14               | 1                | 0                | -         | -         |
| 2017             | 浦和             | 14               | 0                | 0                | 0         | 0         |
| 通算             | AFC              | AFC              | 24               | 0                | 1         | 0         |

その他の国際公式戦
- 2017年
  - スルガ銀行チャンピオンシップ 1試合0得点

- 初出場 - 2002年7月20日対コンサドーレ札幌戦(国立)
- 初得点 - 2003年11月8日対東京ヴェルディ戦(駒場)

## 代表歴
- 2001年 ユニバーシアード日本代表

## 指導歴
- 2019年 - 2024年 浦和レッズ
  - 2019年1月 - 同年3月 ユース コーチ
  - 2019年3月 - 2022年 トップチーム コーチ
  - 2023年 ユース コーチ
  - 2024年 ユース 監督
- 2025年 - FC琉球OKINAWA 監督

## 監督成績
| 年度 | 所属 | クラブ | リーグ戦 | リーグ戦 | リーグ戦 | リーグ戦 | リーグ戦 | リーグ戦 | カップ戦       | カップ戦 |
| 年度 | 所属 | クラブ | 順位     | 勝点     | 試合     | 勝       | 分       | 敗       | ルヴァンカップ | 天皇杯   |
| ---- | ---- | ------ | -------- | -------- | -------- | -------- | -------- | -------- | -------------- | -------- |
| 2025 | J3   | 琉球   | 位       |          |          |          |          |          |                |          |

## タイトル

### クラブ
浦和レッズ
- J1リーグ：1回（2006年）
- J1リーグ 1stステージ：1回（2015年）
- J1リーグ 2ndステージ：2回（2004年、2016年）
- Jリーグカップ：2回（2003年、2016年）
- 天皇杯全日本サッカー選手権大会：3回（2005年、2006年、2018年）
- FUJI XEROX SUPER CUP：1回（2006年）
- AFCチャンピオンズリーグ：2回（2007年、2017年）
- スルガ銀行チャンピオンシップ：1回（2017年）

### 代表
ユニバーシアード日本代表
- ユニバーシアード：1回（2001年）